# Gare de Villanúa
La gare de Villanúa est une gare desservant le village de Villanúa, située au point kilométrique 211,1 sur la ligne reliant Saragosse à Canfranc, en Aragon. Elle est inaugurée en 1922, lorsque le tronçon Jaca - Canfranc de la ligne est mis en service. 